# Giuseppe Franzelli
Giuseppe Franzelli MCCI (ur. 9 kwietnia 1942 w Roccafranca) – włoski duchowny rzymskokatolicki posługujący w Ugandzie, biskup Liry w latach 2005–2018.

## Życiorys
Święcenia kapłańskie przyjął 11 marca 1967 w zgromadzeniu kombonian. Po święceniach pracował w Weronie jako redaktor zakonnego pisma. W 1971 wyjechał do Ugandy i podjął pracę jako wykładowca seminarium w Kitgum (w latach 1975-1982 był także jego rektorem). W 1982 został przełożonym zakonnej misji w Patongo. W 1987 powrócił do Włoch, obejmując funkcję opiekuna postulantów we Florencji. W latach 1994–1995 był zastępcą przełożonego włoskiej prowincji kombonian, zaś w latach 1995-2002 odpowiadał za formację stałą zakonników.
4 marca 2005 papież Jan Paweł II mianował go biskupem diecezji Lira. Sakry biskupiej udzielił mu 9 lipca 2005 abp John Baptist Odama.
23 listopada 2018 przeszedł na emeryturę.